# Mohammad Namdżu Motlagh
Mohammad Sijawasz Namdżu Motlagh Paske (pers. محمد نامجومطلق ;ur. 30 sierpnia 1996) – irański zapaśnik walczący w stylu wolnym. 
Brązowy medalista wojskowych MŚ w 2018. Trzeci na mistrzostwach Azji U-23 w 2019 roku.